# KeePassX
KeePassX começou como uma portabilidade do gerenciador de senhas KeePass para o Linux, que na época era código aberto, mas exclusivo para Windows. Ambos são agora multiplataforma, com KeePassX usando bibliotecas do Qt e versões recentes do KeePass usando .NET / Mono.
KeePassX usa o formato de banco de dados KeePass 2 (.kdbx) palavra-passe como formato nativo. Ele também pode importar (e converter) o banco de dados mais antigo KeePass 1 (.kdb).
O projeto evoluiu para suportar os dois formatos de banco de dados do KeePass (.KDB e .KDBX) e se tornou uma alternativa popular por sua simplicidade e portabilidade. No entanto, após 2016, seu desenvolvimento estagnou, levando a comunidade a criar uma derivação (''fork'') mais moderna chamada KeePassXC. Em dezembro de 2021, o KeePassX foi oficialmente descontinuado, e seus próprios desenvolvedores passaram a recomendar a migração para o KeePassXC.

## História

### Origem como um Porte para Linux
O KeePassX surgiu no início dos anos 2000 como uma resposta à necessidade de usar os bancos de dados do KeePass Password Safe, que na época era um software exclusivo para Windows e dependente da plataforma .NET da Microsoft. Para rodar em outros sistemas, o KeePass exigia o uso do projeto Mono, que nem sempre oferecia uma experiência de usuário estável ou visualmente integrada. Para resolver isso, o KeePassX foi desenvolvido do zero utilizando o framework Qt, que é nativamente multiplataforma. Isso permitiu que ele oferecesse uma interface coesa e um desempenho consistente em ambientes de desktop como KDE e GNOME no Linux, além de ter versões para macOS e Windows.

### Evolução e Estagnação
Inicialmente compatível apenas com o formato antigo do KeePass 1 (.kdb), o projeto evoluiu e, em suas versões 2.x, passou a usar o formato de banco de dados mais seguro e moderno do KeePass 2 (.kdbx) como padrão. O software ganhou uma base de usuários fiéis por ser uma alternativa direta, leve e de código aberto. Apesar de sua popularidade, após o lançamento da versão 2.0.3 em outubro de 2016, o desenvolvimento do projeto desacelerou drasticamente, entrando em um estado de estagnação. Durante anos, não houve novas versões, correções de bugs ou atualizações de segurança, o que gerou preocupação na comunidade de usuários.

### Descontinuação e o Legado do KeePassXC
Devido à paralisação do KeePassX, um grupo de desenvolvedores da comunidade decidiu criar um ''fork'' do projeto em 2016, batizado de KeePassXC. O objetivo era continuar o desenvolvimento de forma ativa, modernizar a base de código, adicionar novos recursos muito solicitados (como integração com navegadores) e manter a segurança em dia. Com o rápido amadurecimento e a crescente popularidade do KeePassXC, a equipe original do KeePassX anunciou oficialmente o fim do projeto em dezembro de 2021. Em sua página oficial, eles passaram a recomendar que todos os usuários migrassem para o KeePassXC, que é hoje considerado o sucessor espiritual e a continuação direta do legado do KeePassX.

### Compatibilidade de Banco de Dados
O KeePassX foi projetado para ler e escrever nos formatos de banco de dados do KeePass, o que permitia que usuários transitassem facilmente entre os dois aplicativos. Ele suportava tanto o formato mais antigo, .Kdb (KeePass 1), quanto o formato mais moderno e seguro, .Kdbx (KeePass 2). Essa compatibilidade foi fundamental para sua adoção inicial, pois usuários de Windows podiam migrar para o Linux ou macOS e continuar usando seus bancos de dados de senhas existentes sem a necessidade de conversão.

### Sistema de Plugins e Extensões
Diferente do KeePass original (para Windows), que possui um ecossistema rico e extenso de plugins desenvolvidos pela comunidade, o KeePassX nunca teve um sistema de plugins oficial. O foco do projeto era manter uma base de código enxuta e segura, centrada nas funcionalidades essenciais. Essa falta de extensibilidade foi um dos fatores que, com o tempo, levou a comunidade a buscar alternativas mais flexíveis, como o sucessor KeePassXC, que implementou recursos muito solicitados, como a integração direta com navegadores.

## Funcionalidades
O KeePassX focava em oferecer as funcionalidades essenciais de um gerenciador de senhas de forma segura e minimalista. Suas principais características incluíam:
- Gerenciamento de Banco de Dados: Permitia criar, abrir e salvar bancos de dados nos formatos KeePass 1 (.kdb) e KeePass 2 (.kdbx), garantindo a compatibilidade com o software original.
- Criptografia Forte: Os bancos de dados eram protegidos usando os algoritmos de criptografia AES (Rijndael) ou Twofish.
- Organização Hierárquica: As senhas (chamadas de "entradas") podiam ser organizadas em grupos e subgrupos, facilitando a categorização.
- Gerador de Senhas: Incluía uma ferramenta para gerar senhas aleatórias de alta segurança, com comprimento e conjunto de caracteres personalizáveis.
- Preenchimento Automático (Auto-Type): Uma de suas funções mais importantes era o "Auto-Type", que simulava a digitação do nome de usuário e da senha diretamente em janelas de login, protegendo o usuário contra ''keyloggers'' que registram o que é copiado para a área de transferência.
- Multiplataforma: Graças ao uso do Qt, uma única base de código funcionava de forma nativa no Linux, Windows e macOS.[8]

## Modelo de Segurança
O modelo de segurança do KeePassX era um de seus principais atrativos, baseado na filosofia de manter os dados sob o controle total do usuário, sem depender de serviços em nuvem.

### Banco de Dados Local e Criptografado
Diferente de muitos gerenciadores de senhas modernos, o KeePassX não armazenava as informações do usuário em servidores online. Em vez disso, todas as senhas e dados eram salvos em um único arquivo de banco de dados (com a extensão .KDB ou .KDBX) que ficava armazenado localmente no computador do usuário. Esse arquivo era protegido por uma chave-mestra e criptografado com algoritmos de padrão industrial, como AES e Twofish, garantindo que, mesmo que o arquivo fosse roubado, seu conteúdo permaneceria inacessível. O usuário era o único responsável por guardar e fazer o backup deste arquivo.

### Autenticação de Múltiplos Fatores com Ficheiro-Chave (Key File)
Além da senha-mestra, o KeePassX implementava uma camada adicional de segurança ao permitir o uso de um "ficheiro-chave" (''Key File''). Essa funcionalidade permitia ao usuário associar um arquivo qualquer (como uma imagem ou um documento de texto) ao seu banco de dados. Para descriptografar e acessar as senhas, o sistema exigia a presença de dois fatores distintos: a senha-mestra (algo que o usuário sabe) e o ficheiro-chave específico (algo que o usuário tem).
Este mecanismo transforma o processo de autenticação em uma forma de autenticação de múltiplos fatores, aumentando significativamente a segurança. Mesmo que um adversário conseguisse obter a senha-mestra, ele ainda precisaria ter acesso ao ficheiro-chave exato para conseguir abrir o banco de dados, tornando o acesso não autorizado extremamente difícil.

## Ver Também
- KeePass
- KeePassXC
- Comparação de gerenciadores de senha
- Lista de gerenciadores de senha
- Gestor de palavras-passe
- Criptografia